# Chór Filharmonii Narodowej
Chór Filharmonii Narodowej rozpoczął swoją działalność artystyczną w roku 1953.

## Działalność
Chór bierze udział w koncertach symfonicznych i oratoryjnych z Orkiestrą Symfoniczną Filharmonii Narodowej oraz a cappella w Filharmonii Narodowej, gdzie występuje wielokrotnie w ciągu każdego sezonu. Chór regularnie uczestniczy w Międzynarodowym Festiwalu Muzyki Współczesnej „Warszawska Jesień” oraz w Festiwalu „Wratislavia Cantans”.

## Dyrygenci
- 1953–1955: Zbigniewa Soja
- 1955–1971: Roman Kuklewicz
- 1971–1974: Józef Bok
- 1974–1978: Antoni Szaliński
- 1978–2016: Henryk Wojnarowski
- od 2017: Bartosz Michałowski